# Perfugas
Perfugas là một đô thị ở tỉnh Sassari trong vùng Sardinia, có khoảng cách khoảng 180 km về phía bắc của Cagliari và cách khoảng 30 km về phía đông bắc của Sassari. Tại thời điểm ngày 31 tháng 12 năm 2004, đô thị này có dân số 2.487 người và diện tích là 60,2 km².
Perfugas giáp các đô thị: Bortigiadas, Bulzi, Chiaramonti, Erula, Laerru, Martis, Santa Maria Coghinas, Tempio Pausania.